# تزیه
تزیه (به لاتین: Tézié) یک منطقهٔ مسکونی در ساحل عاج است.